# Carabus irregularis
Carabus irregularis es una especie de coleóptero adéfago perteneciente a la familia Carabidae. Habita en Europa, donde son observados en Austria, Bélgica, Bosnia y Herzegovina, Croacia,  República Checa,  Francia, Alemania, Hungría,  Italia, Liechtenstein, Luxemburgo, Polonia, Rumania, Eslovaquia, Eslovenia, Suiza, Ucrania y Yugoslavia.